# Toto (együttes)
A Toto egy amerikai zenekar, amely 1977-ben alakult meg a kaliforniai Van Nuys-ban, ám már '76-ban formálódott és végül Bobby Kimball szólista-énekes csatlakozásával 1978-ban jelent meg a zenekar nevével fémjelzett híres debütáló album.

Eredeti felállás: Jeff Porcaro (1976-1992), Steve Porcaro (1976-2019), David Paich (1976-), Bobby Kimball (1977-2008), David Hungate (1977-2015), Steve Lukather (1976-).
Jelenlegi tagok: Steve Lukather, David Paich, Joseph Williams (1985-), Warren Ham (1987-), John Pierce (2020-), Greg Phillinganes (1990, 2003-), Shannon Forrest (2009, 2014-), Dennis Atlas (2024-)

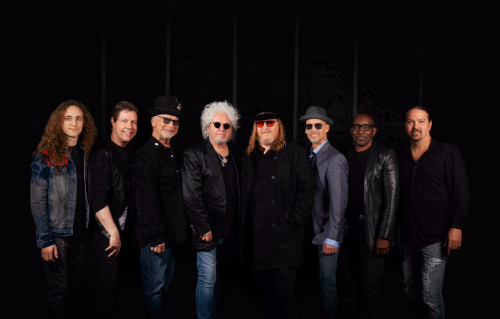
Balról jobbra a zenekar tagjai: Dennis Atlas, Warren Ham, David Paich, Steve Lukather, Joseph Williams, John Pierce, Greg Phillinganes, Shannon Forrest

Korábbi tagok: Mike Porcaro (1980-2006), Steve Porcaro, Lenny Castro ("touring/rec./session member"), Simon Phillips (1992-2013), Keith Carlock (2014), Leland Sklar (2007-2016), Nathan East (2010-2014), Fergie Frederiksen (1984-1985), Mabvuto Carpenter (2010-2016), Jenny Douglas Foote (1990-2016), Philip Bailey (1989-1991), Dominique Xavier Taplin (2019-2023).

Jelenleg Amerikai turnéjuk zajlik, Christopher Cross és a Men at Work közreműködésével.

## Története
A tagok eredetileg a Steely Dan és más akkor híres együttesek albumain jelentek meg. Később más zenekarokból, például Boz Scaggs zenekarából és Cher együtteséből is jöttek zenészek, így megalakult a Toto, Jeff Porcaro vezetésével. Első lemezük, az azonos című album (Toto), 1978-ban jelent meg. Kezdettől fogva elismert munkásságuk és számos zenész alapvetésként tekint rájuk.
Legismertebb dalaik: Hold the line, Rosanna és az Africa. A Toto számai híres filmekben is megjelentek, például a Dűne filmek, THX-1138, a Gondozoo vagy a Távkapcs, de szintúgy sorozatokban is, mint a Stranger Things és még sok más. Továbbá a bestseller videójátékban, a GTA Vice City-ben is felcsendülhetnek dalaik, ha autóba szállunk.
Számos sorscsapás érte a zenekart a mögöttük álló 5 évtizedben; Jeff Porcaro 1992-ben elhunyt, őt 2015-ben testvére Mike Porcaro követte. Sajnos több "touring member" is utánuk ment az idő során, de ahogy Jeff akarta és akarná most is, tovább él hagyatéka barátja, Luke vezetésével.
Lemezkiadóik: Columbia Records, Frontiers Records, Sony Records, Toto Records. Rock, pop, fúziós jazz, reggae és funk műfajokban zenélnek.
Magyarországon is népszerű együttesnek számítanak. Steve Lukather eddig összesen 13 alkalommal járt hazánkban, ebből hétszer a Toto-val (2000, 2002, 2006, 2012, 2015, 2019, 2024).

## A név eredete
Elterjedt legenda, hogy a zenekar neve az Óz, a csodák csodája című filmből származik, az együttes szerint viszont a latin "toto" (összes, teljes) szóról kapta a nevét. Korábban azt is elmondták, hogy egyszerű nevet szerettek volna a zenekaruknak választani, így lett ez a nevük.

## Diszkográfia
- Toto (1978)
- Hydra (1979)
- Turn Back (1981)
- Toto IV (1982)
- Isolation (1984)
- Fahrenheit (1986)
- The Seventh One (1988)
- Kingdom of Desire (1992)
- Tambu (1995)
- Toto XX (1998)
- Mindfields (1999)
- Through the Looking Glass (2002)
- Falling in Between (2006)
- Toto XIV (2015)
- Old is New (2018)